# Die Leichenfresserin
Die Leichenfresserin ist ein Märchen (AaTh 307). Es steht in Johann Wilhelm Wolfs Deutsche Hausmärchen an Stelle 25.

## Inhalt
Die Tochter des Königs von England kündigt ihm an, mit 20 zu sterben, und will in der Kapelle im Sarg liegen. Ein Soldat muss Wache stehen, morgens ist ihm der Hals gebrochen, so auch dem zweiten und dritten. Trotz hohem Lohn will keiner mehr den Dienst tun. Ein Schneider, den der König seiner Leistung wegen nicht fort lässt, erbietet sich, um zu fliehen. Ein altes Männchen fängt ihn ab und erklärt ihm, er muss sich nur zwischen den Leichen verstecken, von denen die Prinzessin frisst. Der König freut sich, als er morgens noch lebt, gibt ihm Essen und Wein. Am zweiten Abend will er wieder fort, doch das Männchen weist ihn an, sich zuletzt in den Sarg zu legen. So kann die Prinzessin nicht zurück. Schlag eins schläft sie ein und ist erlöst. Im Hochzeitsbett erklärt sie ihm, die Leichen nur zum Schein gefressen zu haben.

## Herkunft
Der Titel Die Leichenfresserin ist bei Wolf mit einem Sternchen (*) versehen, was laut seiner Vorrede anzeigt, dass Wilhelm von Ploennies den Text ausarbeitete. Das Zaubermärchen von der Prinzessin im Sarg (AaTh 307) ist hier einfach erzählt. Vgl. Jahns Hans, der Grafensohn, und die schwarze Prinzessin.